# Grand Prix automobile de Tchécoslovaquie 1931
Le Grand Prix automobile de Tchécoslovaquie 1931 est un Grand Prix qui s'est tenu sur le circuit de Masaryk le 27 septembre 1931.

## Grille de départ
| 1re ligne | Pos. 1              |                      | Pos. 2                   |
| --------- | ------------------- | -------------------- | ------------------------ |
|           | Fagioli Maserati    |                      | Borzacchini Alfa Romeo   |
| 2e ligne  |                     | Pos. 3               |                          |
|           |                     | Varzi Bugatti        |                          |
| 3e ligne  | Pos. 4              |                      | Pos. 5                   |
|           | Nuvolari Alfa Romeo |                      | Caracciola Mercedes-Benz |
| 4e ligne  |                     | Pos. 6               |                          |
|           |                     | Chiron Bugatti       |                          |
| 5e ligne  | Pos. 7              |                      | Pos. 8                   |
|           | Lehoux Bugatti      |                      | Von Morgen Bugatti       |
| 6e ligne  |                     | Pos. 9               |                          |
|           |                     | Lobkowicz Bugatti    |                          |
| 7e ligne  | Pos. 10             |                      | Pos. 11                  |
|           | Maserati            |                      | Stuck Mercedes-Benz      |
| 8e ligne  |                     | Pos. 12              |                          |
|           |                     | Zu Leiningen Bugatti |                          |
| 9e ligne  | Pos. 13             |                      | Pos. 14                  |
|           | Zichy Bugatti       |                      | Stasny Bugatti           |
| 10e ligne |                     | Pos. 15              |                          |
|           |                     | Kubiček Bugatti      |                          |

## Classement de la course
| Pos. | no | Pilote                             | Écurie                      | Châssis            | Tours | Temps/Abandon       | Grille |
| ---- | -- | ---------------------------------- | --------------------------- | ------------------ | ----- | ------------------- | ------ |
| 1    | 28 | Louis Chiron                       | Automobiles Ettore Bugatti  | Bugatti Type 51    | 17    | 4 h 12 min 7 s 5    | 6      |
| 2    | 34 | Hans Stuck                         | Daimler-Benz AG             | Mercedes-Benz SSKL | 17    | 4 h 26 min 10 s 4   | 11     |
| 3    | 10 | Heinrich-Joachim von Morgen        | German Bugatti Team         | Bugatti Type 35B   | 17    | 4 h 30 min 1 s 0    | 8      |
| 4    | 8  | Georg-Christian Lobkowicz          | Z. Pohl                     | Bugatti Type 51    | 17    | 4 h 33 min 50 s 5   | 9      |
| 5    | 12 | Hermann zu Leiningen               | German Bugatti Team         | Bugatti Type 35C   | 17    | 5 h 0 min 6 s 7     | 12     |
| 6    | 44 | Tivador Zichy                      | ST Antoine                  | Bugatti Type 35C   | 17    | 5 h 5 min 43 s 6    | 13     |
| 7    | 30 | Jan Kubiček                        | Privé                       | Bugatti Type 35B   | 17    | 5 h 14 min 15 s 5   | 15     |
| Abd  | 18 | Ernesto Maserati Luigi Fagioli     | Officine A. Maserati        | Maserati Tipo 26 M | 15    | Essieu arrière      | 10     |
| Abd  | 4  | Baconin Borzacchini Tazio Nuvolari | Scuderia Ferrari            | Alfa Romeo Monza   | 11    | Moteur              | 2      |
| Abd  | 20 | Rudolf Caracciola                  | Daimler-Benz AG             | Mercedes-Benz SSKL | 10    | Accident            | 5      |
| Abd  | 24 | Marcel Lehoux                      | Privé                       | Bugatti Type 51    | 7     | Accident            | 7      |
| Abd  | 38 | V. Stasny                          | Privé                       | Bugatti Type 35    | 5     |                     | 14     |
| Abd  | 36 | Achille Varzi                      | Automobiles Ettore Bugatti  | Bugatti Type 51    | 4     | Accident            | 3      |
| Abd  | 2  | Tazio Nuvolari                     | Scuderia Ferrari            | Alfa Romeo Monza   | 1     | Accident            | 4      |
| Abd  | 16 | Luigi Fagioli                      | Officine A. Maserati        | Maserati Tipo 26 M | 1     | Accident            | 1      |
| Np   | 6  | Eugenio Siena                      | Scuderia Ferrari            | Alfa Romeo Monza   |       | Non partant         |        |
| Np   | 14 | Ernst Burggaller                   | German Bugatti Team         | Bugatti Type 35B   |       | Accident aux essais |        |
| Np   | 22 | Manfred von Brauchitsch            | Daimler-Benz AG             | Mercedes-Benz SSKL |       | Non partant         |        |
| Np   |    | Emil Frankl                        | Privé                       | Bugatti            |       | Non partant         |        |
| Np   |    | E. Broschek                        | Heinrich-Joachim von Morgen | Bugatti            |       | Non partant         |        |

- Légende: Abd.=Abandon ; Np.=Non partant

## Pole position et record du tour
- Pole position :  Luigi Fagioli (Maserati) par tirage au sort.
- Meilleur tour en course :  Louis Chiron (Bugatti) en 14 min 24 s 8.